# Moje letní prázdniny
Moje letní prázdniny (v originále Get the Gringo nebo How I Spent My Summer Vacation) je americký akční film z roku 2012, který režíroval Adrian Grunberg. Spolu s Mel Gibsonem, který ve filmu hraje hlavní roli, také napsal scénář.

## Děj
Film začíná útěkem řidiče a jeho zraněného komplice přestrojených za klauny před americkou pohraniční hlídkou směrem k mexické hranici. Řidič prolomí hraniční plot a je zatčen zkorumpovanými mexickými policisty Vasquezem a Romerem. Ti najdou v autě přes 2 miliony dolarů, řidiče uvězní v El Pueblito pod falešným obviněním, peníze si ponechají a mrtvého komplice zpopelní. Řidič, jeden z mála Američanů ve vězení, je přezdíván "Gringo".
El Pueblito je více jako malé ghetto než vězení. Gringo rychle pochopí jeho kriminální hierarchii a začne páchat drobné krádeže. Při jedné z nich ho spatří bezejmenný chlapec, který žije se svou uvězněnou matkou a je chráněn vězeňskými zločinci. Gringo se dozví, že chlapec je chráněn, protože je jediný vhodný dárce ledviny pro Javiho, vůdce zločinecké rodiny, která ovládá vězení. Javi již zabil chlapcova otce a vzal mu ledvinu. Gringo slíbí, že transplantaci zabrání a pomůže zabít Javiho.
Gringo se sblíží s Javim tím, že zachrání jeho bratra Caracase a prozradí Javimu o penězích ukradených Vasquezem a Romerem. Muži pracující pro kriminálního bosse Franka Fowlera, jemuž Gringo peníze ukradl, mučí Vasqueze a Romera, aby zjistili, kde jsou další 2 milionů dolarů. Javiho muži je zabijí a vezmou peníze, což Fowlera rozzuří. S pomocí kontaktu na americkém konzulátu pošle Fowler do El Pueblito vrahy, aby zabili Javiho a Gringa.
Po přestřelce mexické úřady plánují útok na vězení. Javi najme Gringa, aby zabil Fowlera, a připraví okamžitou transplantaci. Gringo vyláká Fowlera z úkrytu a zabije ho. Když se dozví o nadcházející transplantaci, spěchá zachránit chlapce.
S pomocí zaměstnankyně konzulátu Gringo vstoupí do vězení během útoku a přeruší Javiho operaci. Donutí Caracase přivést chlapcovu matku a zabije ho. S penězi a pomocí zdravotní sestry uniknou z vězení v sanitce.
V epilogu Gringo získá zbývající 2 miliony dolarů a s chlapcem a jeho matkou odjíždí na idylickou pláž.

## Obsazení
- Mel Gibson jako Richard "Gringo" Johnson
- Kevin Balmore Hernandez jako chlapec
- Dolores Heredia jako chlapcova matka
- Daniel Giménez Cacho jako Javier "Javi" Huerta
- Jesús Ochoa jako "Caracas" Huerta
- Roberto Sosa jako "Carnal"
- Tenoch Huerta jako Carlos
- Peter Gerety jako zaměstnanec konzulátu
- Peter Stormare jako Frank Fowler
- Bob Gunton jako Thomas Kaufmann
- Scott Cohen jako Jackson
- Patrick Bauchau jako chirurg
- Fernando Becerril jako ředitel věznice
- Mayra Serbulo jako sestra
- Stephanie Lemelin jako sekretářka Frankova právníka
- Tom Schanley jako Gregor
- Mario Zaragoza jako důstojník Vazquez
- Dean Norris jako důstojník Bill